# Holmöarna
Les Holmöarna sont un petit archipel de Suède.

## Géographie
Situé dans le Kvarken entre la Suède et la Finlande, l'archipel fait partie de la municipalité de Umeå. Ses principales îles sont : 
- Holmön
- Ängesön
- Grossgrunden
- Holmögadd
- Lilla Fjäderägg
- Stora Fjäderägg

En raison du rebond isostatique post-glaciaire qui affecte particulièrement le nord de la Scandinavie, l'altitude des îles augmente régulièrement de 0,85 cm/an. Les lacs qui s'y trouvent sont d'anciennes baies qui se sont trouvées isolées de la mer au cours des temps historiques. Le point culminant, actuellement de l'ordre de 20 m, se trouve au nord de l'île de Holmön.
La plus grande partie de l'archipel est classée depuis 1980 comme réserve naturelle, la plus étendue de Suède en milieu archipélagique.

## Histoire
Le nom se traduit littéralement par « les îles-îlots », soit « les petites îles ». Au Moyen-Âge les pêcheurs venaient occuper l'archipel de façon saisonnière. L'habitat est devenu permanent au début du XIVe siècle. En 1543, sous Gustav Vasa, on recense sept exploitations agricoles sur Holmön. En 1717, durant la Grande guerre du Nord, les Russes lancent un raid de pillage sur l'archipel.
En 1760 est construit un premier phare sur Holmögadd, puis en 1802 l'église de Holmön. Le phare actuel date de 1838. De 1925 à 1974, l'archipel a été la plus petite commune de Suède avant d'être incorporé à Umeå. 

## Communications
Un petit ferry pouvant prendre jusqu'à 173 passagers (mais une seule voiture à la fois) assure en environ 45 minutes la liaison entre le débarcadère de Byviken, sur Holmön, et le port de Norrfjärden, à la limite des communes de Robertsfors et Umeå, du moins tant que la mer n'est pas entièrement gelée. Autrement, s'il n'y a plus de chenal navigable, un aéroglisseur est mis en service.

## Galerie

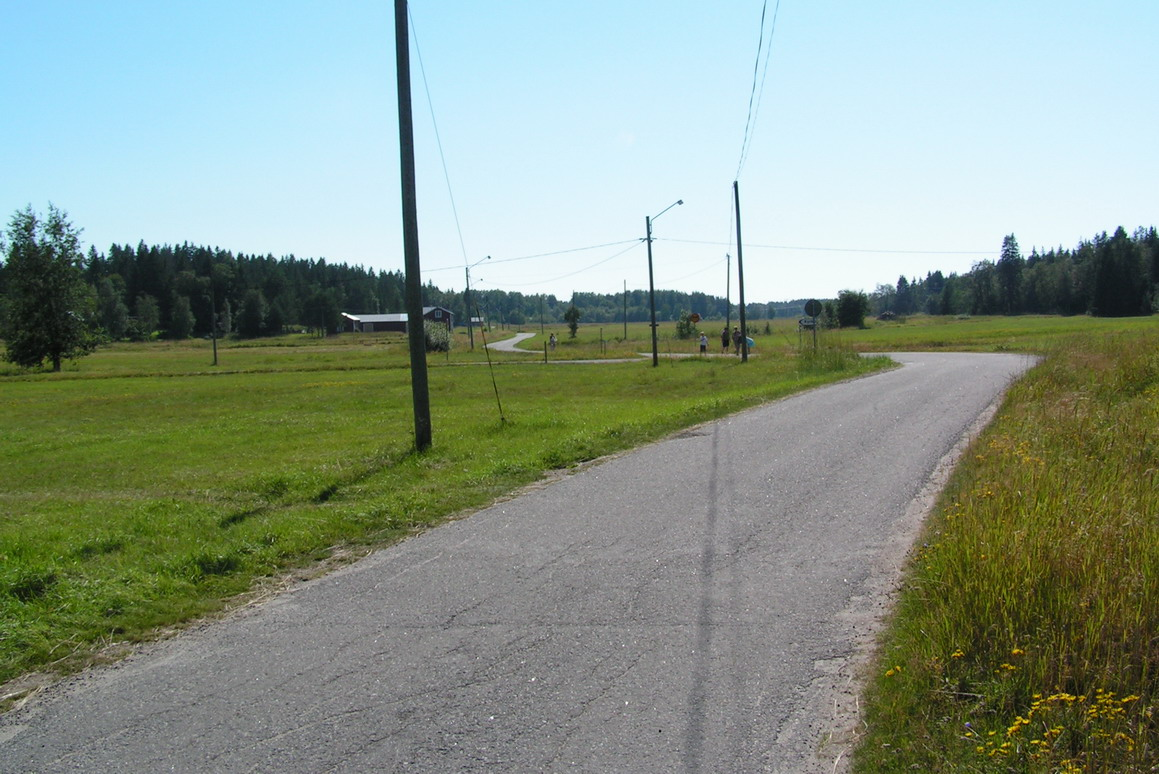
Route principale reliant Holmon et Ängesön.
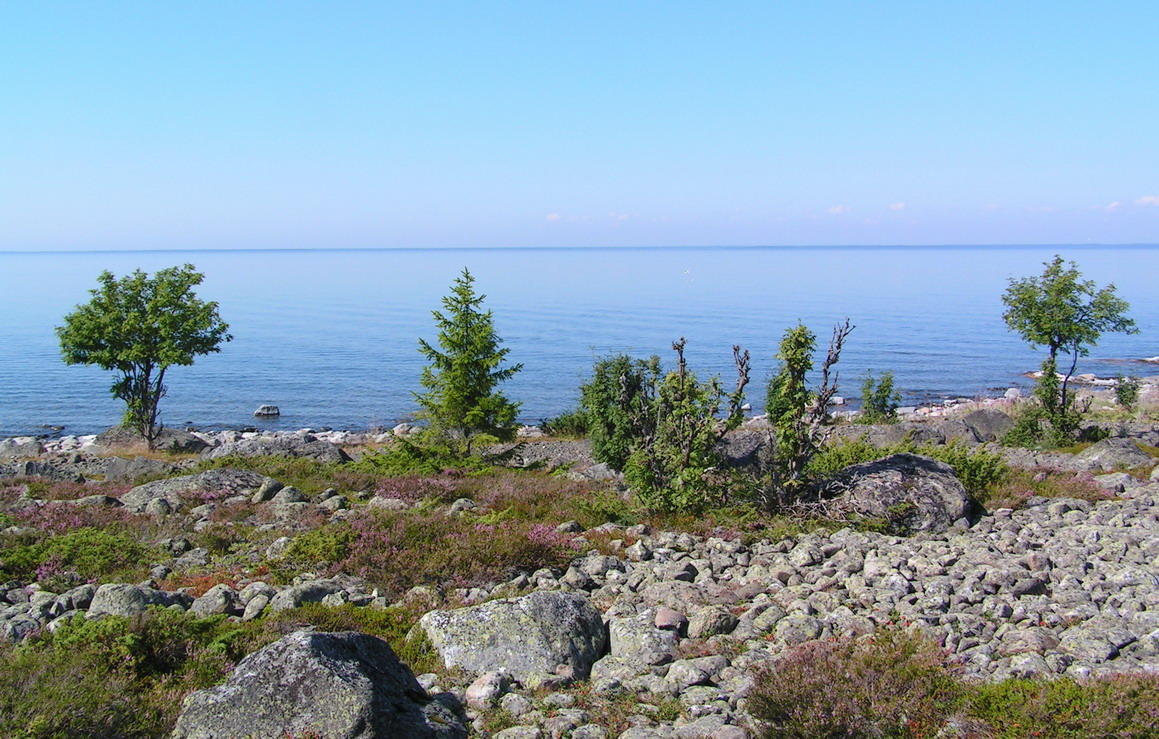
Vue sur la terre-ferme à l'horizon.
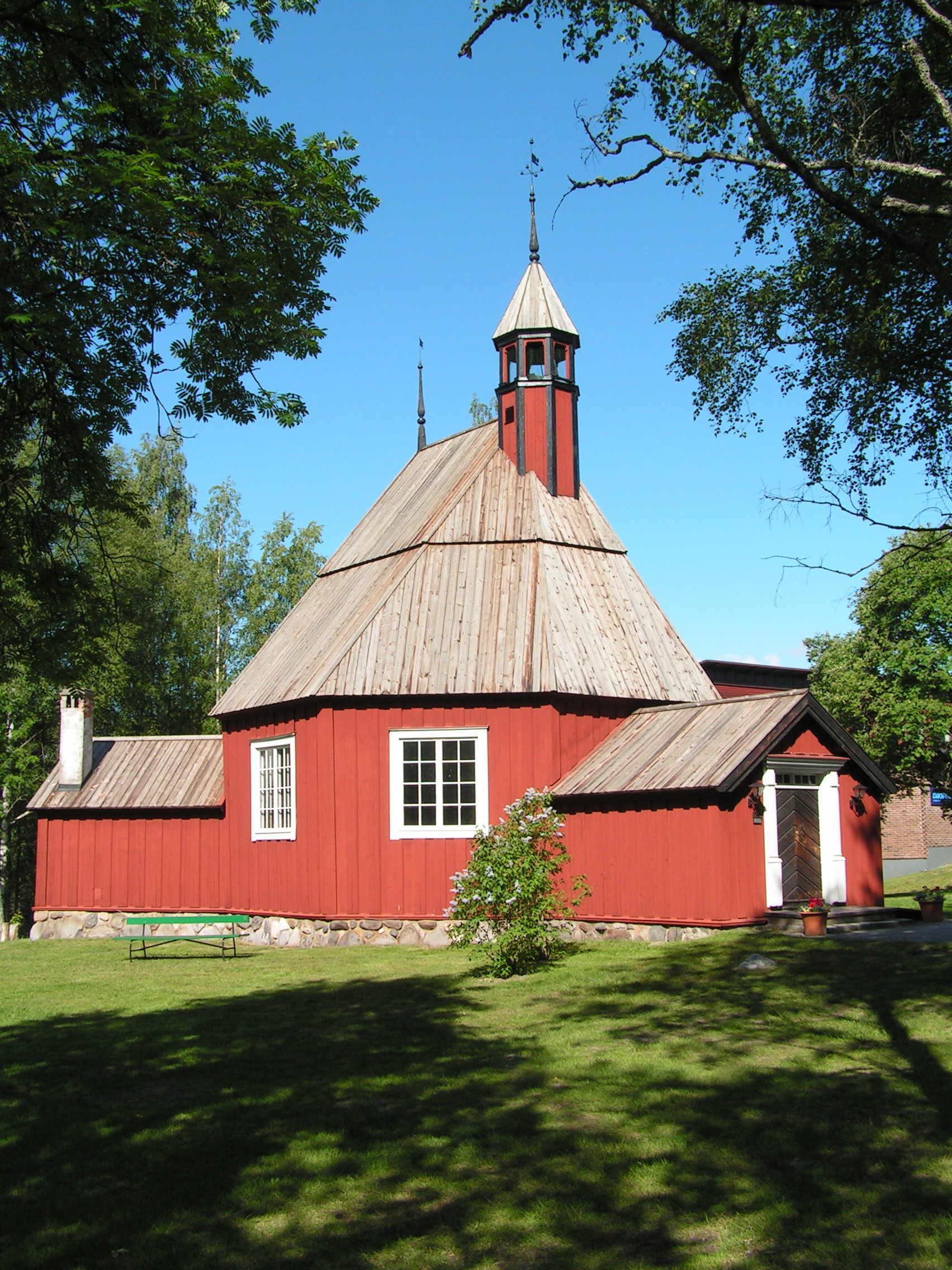
Église de Holmön.
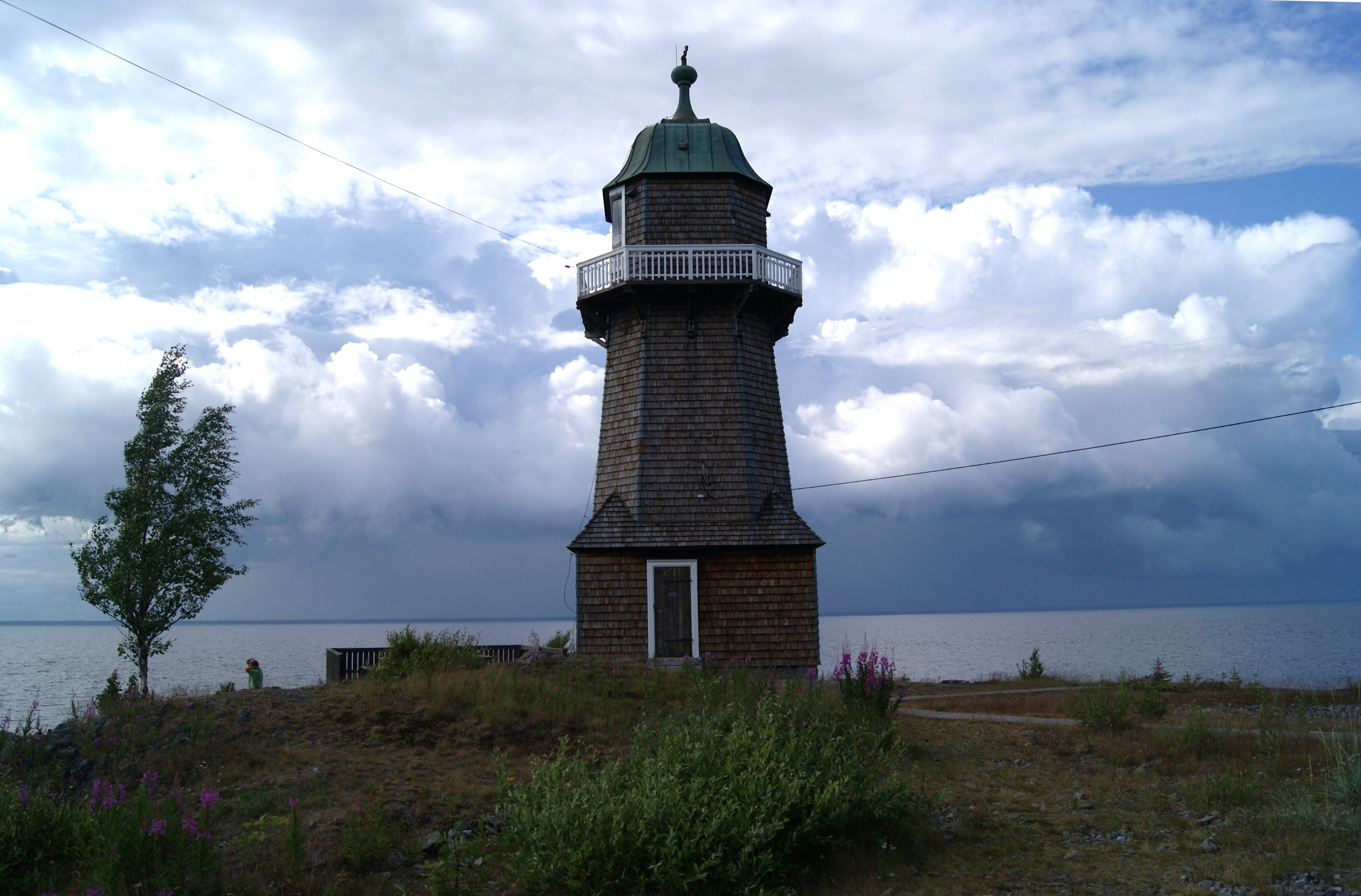
Phare de Bergudden, mis en service en 1896.